# Момићи
Момићи су насељено место у саставу општине Кула Норинска, Дубровачко-неретванска жупанија, Република Хрватска.

## Историја
До територијалне реорганизације у Хрватској налазили су се у саставу старе општине Метковић.

## Становништво
На попису становништва 2011. године, Момићи су имали 205 становника.
| Број становника по пописима | Број становника по пописима | Број становника по пописима | Број становника по пописима | Број становника по пописима | Број становника по пописима | Број становника по пописима | Број становника по пописима | Број становника по пописима | Број становника по пописима | Број становника по пописима | Број становника по пописима | Број становника по пописима | Број становника по пописима | Број становника по пописима | Број становника по пописима |
| --------------------------- | --------------------------- | --------------------------- | --------------------------- | --------------------------- | --------------------------- | --------------------------- | --------------------------- | --------------------------- | --------------------------- | --------------------------- | --------------------------- | --------------------------- | --------------------------- | --------------------------- | --------------------------- |
| 1857                        | 1869                        | 1880                        | 1890                        | 1900                        | 1910                        | 1921                        | 1931                        | 1948                        | 1953                        | 1961                        | 1971                        | 1981                        | 1991                        | 2001                        | 2011                        |
| 0                           | 0                           | 147                         | 153                         | 165                         | 173                         | 0                           | 0                           | 211                         | 235                         | 240                         | 263                         | 207                         | 245                         | 215                         | 205                         |

Напомена: У 1981. смањено за део насеља који је припојен насељу Кула Норинска. У 1857., 1869., 1921. и 1931. подаци су садржани у насељу Десне. У 1880. и 1890. исказано као део насеља.

### Попис1991.
На попису становништва 1991. године, насељено место Момићи је имало 245 становника, следећег националног састава:
| Попис 1991.‍ | Попис 1991.‍ | Попис 1991.‍ | Попис 1991.‍ | Попис 1991.‍ |
| ----------- | ----------- | ----------- | ----------- | ----------- |
|             |             |             |             |             |
| Хрвати      | Хрвати      |             | 245         | 100%        |
| укупно: 245 |             |             |             |             |